# Leptapoderus pectoralis
Leptapoderus pectoralis es una especie de coleóptero de la familia Attelabidae.

## Distribución geográfica
Habita en Java, Sumatra (Indonesia).